# Bratsch (instrument)
Pour les articles homonymes, voir Bratsch.
Le bratsch (braci dans l'orthographe roumaine) est un violon alto utilisé par les lăutari de la plaine de Transylvanie en Roumanie.

## Musiciens
- Anatol Ștefăneț